# Helmiopsiella leandrii
Helmiopsiella leandrii là một loài thực vật có hoa trong họ Cẩm quỳ. Loài này được (Hochr.) L.C. Barnett mô tả khoa học đầu tiên năm 1988.